# Casa Balcells (la Garriga)
La Casa Balcells és una obra noucentista de la Garriga (Vallès Oriental) protegida com a Bé Cultural d'Interès Local.

## Descripció
La portalada de can Balcells, situada entre dos contundents murs, s'obre al centre d'un gran arc de tipus carpanell que incorpora un capcer de perfil sinuós amb motllures. Al centre del capcer com a element destacat hi ha un medalló de forma el·líptica en baix relleu. La porta, de dues batents, és de ferro amb barrots acabats amb motius ornamentals recargolats que pugen per les bandes dels muntants.
De la casa, probablement amb un origen anterior, destaca la motllura sinuosa que corona l'edifici. De planta baixa i dues plantes pis, a l'edifici s'adosa un cos que actua de terrassa a la planta principal. Totes les obertures són de llinda plana, a excepció dels dos òculs el·líptics de la planta superior, i incorporen engaltats i a les llindes estuc a la manera de carreus de pedra